# JR北海道硬式野球クラブ
JR北海道硬式野球クラブ（ジェイアールほっかいどうこうしきやきゅうクラブ）は、北海道札幌市に本拠地を置き、日本野球連盟に加盟する社会人野球のクラブチームである。
全国でも最古参の一つであると同時に、北海道で最古の企業チームであったが、2017年からはクラブチームとして活動している。

## 概要
1909年（明治42年）、「北海道鉄道管理局」の名称で創部。
1919年（大正8年）に「札幌鉄道管理局」、1920年（大正9年）に「札幌鉄道局」に改称。さらに戦後の組織改正で「札幌鉄道管理局」となった。
1987年（昭和62年）4月1日の国鉄分割民営化に伴い「JR北海道硬式野球部」となり、1998年（平成10年）には都市対抗野球に64年ぶりの出場を果たした。創部以降、2016年（平成28年）までに都市対抗野球大会に13回出場し、2007年（平成19年）の第78回都市対抗野球大会では、初出場から78年をかけて初勝利を挙げると勢いに乗り勝ち進み、一気にベスト4（第3位）まで勝ち上がり、黄獅子旗を獲得した。また、2010年（平成22年）には社会人野球日本選手権大会にてベスト8進出を果たしている。
列強居並ぶ北海道で苦戦が続いていたが、名門チームが軒並み休廃部する中で北海道ナンバーワンチームの座を射止め、都市対抗野球大会本戦には2005年（平成17年）から2010年（平成22年）までの6年連続を含む通算13回、社会人野球日本選手権大会には通算8回の出場を果たしている。しかし、JR北海道の厳しい経営状況などを受け、現行の体制を維持したまま活動を継続することは困難であるとの方針から、2016年（平成28年）シーズンをもって活動を休止することが発表された。同年10月29日の日本選手権初戦で日本通運に0-1で敗戦し、これが同部として最後の公式戦となった。
2016年（平成28年）12月1日付で「JR北海道硬式野球クラブ」に改称。2017年シーズン以降は業務時間中の練習などを行わないクラブチームに運営規模を縮小し、都市対抗、日本選手権の全国2大大会出場を目指す。
翌2017年（平成29年）第88回都市対抗野球大会でクラブチームとなってから初めて出場した（出場回数のカウントは企業時代も含む）。

## 設立・沿革
- 1909年（明治42年）：「北海道鉄道管理局」の「鉄道団チーム」として創部[報道 1]。
- 1919年（大正8年）：官制改正に伴い、「札幌鉄道管理局」に改称。
- 1922年（大正11年）： 「札幌鉄道局」に改称[報道 1]。
- 1929年（昭和4年）：都市対抗野球初出場（初戦敗退）。
- 1950年（昭和25年）：日本国有鉄道（国鉄）の組織改正に伴い、「札幌鉄道管理局」に改称。
- 1987年（昭和62年）：国鉄分割民営化に伴い、「JR北海道」に改称[報道 1]。
- 2002年（平成14年）：日本選手権初出場（初戦敗退）。
- 2011年（平成23年）：石勝線特急列車脱線火災事故により年内の活動を休止。
- 2016年（平成28年）12月1日：「JR北海道硬式野球クラブ」に改称し[新聞 3][新聞 5]、企業チームとしては活動休止[報道 1][新聞 1][新聞 2]。

## 主要大会の出場歴・最高成績
- 都市対抗野球大会 - 出場11回、4強1回（2007年[報道 1][新聞 1][新聞 2]）
- 社会人野球日本選手権大会 - 出場11回、8強1回（2010年[報道 1][新聞 1][新聞 2]）
- JABA岡山大会 - 優勝1回（2010年）

## 主な出身プロ野球選手

### 札幌鉄道管理局
- 田原基稔（投手） - 1950年に国鉄スワローズに入団
- 青山裕治（投手） - 1956年に大映スターズに入団
- 佐藤昭夫（投手） - 1971年ドラフト2位で阪急ブレーブスから指名を受け、翌1972年シーズン終了後に入団
- 高泉秀輝（投手） - 1973年ドラフト5位でヤクルトスワローズに入団

### JR北海道
- 星野八千穂（投手） - 2005年大学生・社会人ドラフト7位で北海道日本ハムファイターズに入団
- 西﨑聡（投手） - 2006年大学生・社会人ドラフト3位で東京ヤクルトスワローズに入団
- 武藤好貴（投手） - 2011年ドラフト1位で東北楽天ゴールデンイーグルスに入団

#### 国鉄・北海道地区各鉄道管理局野球部出身プロ野球選手
旭川鉄道管理局
- 干場一夫（投手） - 1950年に大阪タイガースに入団
- 石鉢勝美（投手） - 1953年に名古屋ドラゴンズに入団
- 田中一郎（内野手） - 1955年に阪急ブレーブスに入団

## 元プロ野球選手の競技者登録
- 武藤好貴（元：東北楽天ゴールデンイーグルス） - 投手（2018年～2019年）
- 立田将太（元：北海道日本ハムファイターズ） - 投手（2020年～2023年）

## かつて所属していた選手・関係者
- 投手
  - 西嶋亮太
- 外野手
  - 本間篤史

### 報道発表資料
1. 1 2 3 4 5 6 7 8 9 10 11 12 13 14  『当社硬式野球部の休部について』（PDF）（プレスリリース）北海道旅客鉄道、2016年11月4日。オリジナルの2016年11月6日時点におけるアーカイブ。2016年11月6日閲覧。

### 新聞記事
1. 1 2 3 4 5 6 7 8 9  “社会人野球・JR北海道、台風被害などで休部…北海道から企業チーム消える” (日本語). スポーツ報知. スポーツ報知（アマ野球） (報知新聞社). (2016年11月5日).  オリジナルの2016年11月7日時点におけるアーカイブ。 2016年11月7日閲覧。
2. 1 2 3 4 5 6 7 8  “JR北海道野球部休部 超遅球西嶋、マー君同期在籍” (日本語). 日刊スポーツ. nikkansports.com（大学・社会人野球） (日刊スポーツ新聞社). (2016年11月5日).  オリジナルの2016年11月7日時点におけるアーカイブ。 2016年11月7日閲覧。
3. 1 2  “新名称はJR北海道硬式野球クラブ 社会人野球” (日本語). 北海道新聞. どうしんウェブ／電子版（スポーツ一般） (北海道新聞社). (2016年12月7日).  オリジナルの2016年12月7日時点におけるアーカイブ。 2016年12月7日閲覧。
4. ↑  “JR北海道野球部休部へ 運営費圧縮、クラブ化” (日本語). 北海道新聞. どうしんウェブ／電子版（スポーツ一般） (北海道新聞社). (2016年11月4日).  オリジナルの2016年11月4日時点におけるアーカイブ。 2016年11月4日閲覧。
5. ↑  相川和寛 (2016年12月5日). “休部発表のJR北海道、「JR北海道硬式野球クラブ」として再出発” (日本語). スポーツ報知. スポーツ報知（アマ野球） (報知新聞社).  オリジナルの2016年12月11日時点におけるアーカイブ。 2016年12月11日閲覧。